# Hugh O'Conor
Hugh Charles O'Conor (Dublin, 19 april 1975) is een Iers acteur. Hij werd in 2001 samen met de gehele cast van Chocolat genomineerd voor een Screen Actors Guild Award. Hij maakte in 1986 zijn filmdebuut als Robbie Hallenbeck in de Britse  horrorproductie Rawhead Rex en speelde sindsdien in meer dan 25 bioscoop- en televisiefilms.
O'Conor speelt voornamelijk in Britse en Europese titels. Enkele uitzonderingen hierop vormen het Amerikaanse Da en het Canadese Red Hot. Daarnaast zijn Chocolat en Coney Island Baby gedeeltelijk Amerikaans producties. In verschillende films speelde O'Conor een jeugdige variant van de eigenlijke hoofdrolspeler. Zo verscheen hij als de jongere versie van het personage van Martin Sheen in Da, dat van Daniel Day-Lewis in My Left Foot en dat van Vincent Cassel in Blueberry (gebaseerd op de gelijknamige stripreeks).

## Filmografie
*Exclusief televisiefilms
| - Wild Decembers (2009) - A Film with Me in It (2008) - Summer of the Flying Saucer (2008) - Flick (2008) - Waiting for Dublin (2007) - Speed Dating (2007) - Botched (2007) - Blueberry (2004) - Bloom (2003) - Il compagno americano (2003) - Coney Island Baby (2003) - Deathwatch (2002) | - Chocolat (2000) - Hotel Splendide (2000) - Sawdust Tales (1997) - The Boy from Mercury (1996) - The Young Poisoner's Handbook (1995) - Words Upon the Window Pane (1994) - The Three Musketeers (1993) - Red Hot (1993) - My Left Foot (1989) - Da (1988) - Lamb (1986) - Rawhead Rex (1986) |

- Gemeinsame Normdatei: 141906251
- International Standard Name Identifier: 0000 0000 8223 9154
- Library of Congress Control Number: no2003074170
- Nationale Bibliotheek van Israël: 987007317317505171
- Virtual International Authority File: 43990533
- WorldCat: E39PBJcWqKtb7RhGrJptWhQjG3